# Храстник
Храстник (словен. Hrastnik, нем. Eichthal) — город и община на востоке центральной части Словении. Является частью исторической области Нижняя Штирия. Расположен в долине реки Сава, в 15 км к юго-западу от города Целе. Население общины по данным на 2002 год составляет 10 121 человек; население самого города — 6673 человека.
В районе города находятся значительные запасы каменного угля, добыча которого началась здесь в 1804 году. В 1849 году Храстник был соединён Австрийской Южной железной дорогой, что способствовало его дальнейшему развитию. Город известен также производством стекла. Территория вокруг Храстника объявлена заповедником.